# Mołnija Siewierodonieck
Mołnija Siewierodonieck (ukr. Футбольний клуб «Молнія» Сєвєродонецьк, Futbolnyj Kłub „Mołnija” Siewierodonećk) – ukraiński klub piłkarski z siedzibą w Siewierodoniecku, w obwodzie ługańskim.
W sezonie 2004/05 występował w rozgrywkach ukraińskiej Drugiej Lihi.

## Historia
Chronologia nazw:
- 2000–2005: Mołnija Siewierodonieck (ukr. «Молнія» Сєвєродонецьк)

Drużyna piłkarska Mołnija Siewierodonieck została założona w mieście Siewierodonieck w 2000 roku. Zespół występował w rozgrywkach mistrzostw i Pucharu obwodu ługańskiego. W sezonie 2003 debiutował w rozgrywkach w Amatorskiej lidze, gdzie zajął pierwsze miejsce. Po zakończeniu rundy jesiennej sezonu 2003/04 połączył się z klubem Awanhard-Inter Roweńky. W rundzie wiosennej w Drugiej Lidze, Grupie W pod nazwą Awanhard-Inter Roweńky faktycznie występowała drużyna Mołnija Siewierodonieck. Awanhard-Inter Roweńky został rozwiązany, a miejsce w Drugiej Lidze pozostało dla Mołnii Siewierodonieck. W sezonie 2004/05 klub zajął wysokie 4 miejsce w Drugiej Lidze, Grupie W, ale 4 sierpnia 2005 roku ogłosił, że rezygnuje z dalszych występów i został rozwiązany.

## Sukcesy
- Druha Liha, Grupa B:

4 miejsce: 2004/05
- Puchar Ukrainy:

1/32 finału: 2005/06
- Amatorska liha:

mistrz: 2003